# (9308) Randyrose
(9308) Randyrose es un asteroide perteneciente al cinturón de asteroides descubierto el 21 de septiembre de 1987 por Edward Bowell desde la Estación Anderson Mesa (condado de Coconino, cerca de Flagstaff, Arizona, Estados Unidos).

## Designación y nombre
Designado provisionalmente como 1987 SD4. Fue nombrado por Randy Rose (nacido en 1963) quien  es ingeniero eléctrico y actualmente dirige el Grupo de Radioastronomía y Radar en Goldstone. Durante más de una década, ha sido directamente responsable del éxito de numerosos experimentos de radar en planetas menores, incluido el descubrimiento de la naturaleza binaria de (185851) 2000 DP107.

## Características orbitales
Randyrose está situado a una distancia media del Sol de 2,390 ua, pudiendo alejarse hasta 2,911 ua y acercarse hasta 1,868 ua. Su excentricidad es 0,218 y la inclinación orbital 7,371 grados. Emplea 1349,24 días en completar una órbita alrededor del Sol.

## Características físicas
La magnitud absoluta de Randyrose es 14,23.